# Feel the Fire
Feel the Fire debitantski je studijski album thrash metal sastava Overkill. Diskografska kuća Megaforce Records objavila ga je 15. listopada 1985.

## Popis pjesama
Tekstovi i glazba: Overkill. 
| 1. | »Raise the Dead«      | 4:18 |
| 2. | »Rotten to the Core«  | 5:00 |
| 3. | »There's No Tomorrow« | 3:23 |
| 4. | »Second Son«          | 3:54 |

| B-strana | B-strana          | B-strana | B-strana | B-strana | B-strana | B-strana | B-strana | B-strana | B-strana |
| Br.      | Skladba           | Trajanje |          |          |          |          |          |          |          |
| -------- | ----------------- | -------- | -------- | -------- | -------- | -------- | -------- | -------- | -------- |
| 5.       | »Hammerhead«      | 4:02     |          |          |          |          |          |          |          |
| 6.       | »Feel the Fire«   | 5:52     |          |          |          |          |          |          |          |
| 7.       | »Blood and Iron«  | 2:41     |          |          |          |          |          |          |          |
| 8.       | »Kill at Command« | 4:48     |          |          |          |          |          |          |          |
| 9.       | »Overkill«        | 3:28     |          |          |          |          |          |          |          |
| 37:26    |                   |          |          |          |          |          |          |          |          |

## Zasluge
| Overkill - Bobby "Blitz" Ellsworth – vokali - Bobby Gustafson – gitara - D. D. Verni – bas-gitara - Rat Skates – bubnjevi, logotip |  | Ostalo osoblje - Carl Canedy – produkcija - Jon Zazula – izvršni producent - Alex Perialas – tonska obrada - George Marino – masteriranje - Marsha Zazula – koordinatorica projekta - Mark Callisto – fotografija (naslovnica) - Kevin Hodapp – fotografija - John Pecca – fotografija - Jerry Lacay – fotografija - Willard Huyler – fotografija |